# Jean Geraerts
Jean Geraerts (Hoelbeek, 3 september 1947) was een Belgisch politicus voor Vlaams Belang.

## Levensloop
Geraerts studeerde aan de Mijnbouwschool van Hasselt en aan het Technisch Instituut Kempisch Bekken. Na zijn studies werkte hij twintig jaar lang als mijnwerker voor de Kempische Steenkoolmijnen. In 1990 werd hij reeds gepensioneerd.
Als jongeman kwam hij in contact met de Volksunie en van 1968 tot 1990 was Geraerts bestuurslid van de VU-afdeling in Eigenbilzen. In 1982 stichtte hij in Bilzen een afdeling van het Vlaams Nationaal Jeugdverbond en tot in 1993 was hij de voorzitter van het daarmee verbonden Jongeren Steun Komitee. Bij de gemeenteraadsverkiezingen van 1988 werd hij op de lijst Vernieuwing van Johan Sauwens verkozen tot gemeenteraadslid van Bilzen, wat hij bleef tot in 1994.
Geraerts voelde zich gaandeweg steeds minder thuis bij de Volksunie en stapte in 1992 over naar het Vlaams Blok, het huidige Vlaams Belang. Voor deze partij was hij van 2000 tot 2012 opnieuw gemeenteraadslid van Bilzen.
Van 1995 tot 1999 zetelde hij voor het Vlaams Blok in de Kamer van volksvertegenwoordigers, waarna hij de overstap maakte naar het Vlaams Parlement. Bij de tweede rechtstreekse Vlaamse verkiezingen van 13 juni 1999 werd hij namelijk verkozen in de kieskring Hasselt-Tongeren-Maaseik. Ook na de Vlaamse verkiezingen van 13 juni 2004 bleef hij nog even Vlaams volksvertegenwoordiger tot midden december 2004, waarna hij werd opgevolgd door Katleen Martens. Als Vlaams Parlementslid zetelde Geraerts in de legislatuur 1999-2004 in de commissies Openbare Werken, Mobiliteit en Energie en Leefmilieu, Natuurbehoud en Ruimtelijke Ordening. Na de Vlaamse verkiezingen van 2024 nam hij zitting in de commissies Leefmilieu en Natuur, Landbouw, Visserij en Plattelandsbeleid en Ruimtelijke Ordening en Onroerend Erfgoed en Binnenlandse Aangelegenheden, Bestuurszaken, Institutionele en Bestuurlijke Hervorming en Decreetsevaluatie.
Van 2012 tot 2018 was hij provincieraadslid van de provincie Limburg. In juni 2019 werd hij opnieuw verkozen als gemeenteraadslid van Bilzen, een mandaat dat hij uitoefende tot eind 2024.
Gerelateerde onderwerpen: Partijprogramma · 70-puntenplan · Cordon sanitaire · Racismeklacht